# Vlada Hrvatske Republike Herceg-Bosne
Vlada Hrvatske Republike Herceg-Bosne bila je nositelj izvršne vlasti u Hrvatskoj Republici Herceg-Bosni. Osnovana je 28. kolovoza 1993. u sklopu proglašenja Hrvatske Republike Herceg-Bosne, a sjedište joj je bilo u Mostaru.
Hrvatsko političko vodstvo u Bosni i Hercegovini osnovalo je Hrvatsku zajednicu Herceg-Bosnu 18. studenog 1991. Pet mjeseci kasnije, u travnju 1992. osnovano je i Hrvatsko vijeće obrane kao nositelj izvršne i upravne vlasti u HZ Herceg-Bosni, ali i kao najviše tijelo obrane. HVO je imao zadatak da privremeno vrši izvršnu i upravnu vlast "do uspostave redovne izvršne vlasti". U sklopu HVO-a bilo je i organiziran određen broj odjeljenja koji su upravljali društvene odnose u HZ Herceg-Bosni.
Temeljnom odlukom o uspostavi i proglašenju Hrvatske Republike Herceg-Bosne uspostavljena je Vlada Hrvatske Republike Herceg-Bosne u sklopu načela trodiobe vlasti. Temeljnom odlukom odlučeno je da predsjednika Vlade kao i članove vlade bira i razrješava Zastupnički dom Hrvatske Republike Herceg-Bosne.

## Ministarstva
Prema Zakonu o ustrojstvu i djelokrugu ministarstava i drugih organa državne uprave Vladu Hrvatske Republike Herceg-Bosne činilo je 14 ministarstava.
| ministarstvo                                                | ministar         |
| ----------------------------------------------------------- | ---------------- |
| predsjednik Vlade                                           | Jadranko Prlić   |
| potpredsjednik Vlade                                        | Ivan Čuljak      |
| Ministarstvo obrane; potpredsjednik Vlade                   | Perica Jukić     |
| Ministarstvo financija; potpredsjednik Vlade                | Jozo Martinović  |
| Ministarstvo unutarnjih poslova                             | Valentin Ćorić   |
| Ministarstvo pravosuđa i uprave                             | Krešimir Zubak   |
| Ministarstvo pravosuđa i uprave                             | Bariša Čolak     |
| Ministarstvo prometa i veza                                 | Ilija Kožulj     |
| Ministarstvo prometa i veza                                 | Pavo Boban       |
| Ministarstvo energetike, rudarstva i industrije             | Vladimir Šoljić  |
| Ministarstvo trgovine, turizma i poduzetništva              | Ilija Krezo      |
| Ministarstvo poljoprivrede, šumarstva i vodoprivrede        | Marko Božanović  |
| Ministarstvo trgovine, turizma i poduzetništva              | Željko Obradović |
| Ministarstvo zdravstva                                      | Ivan Bagarić     |
| Ministarstvo zdravstva                                      | Ivan Šarac       |
| Ministarstvo rada, socijalne skrbi i obitelji               | Ilija Žuljević   |
| Ministarstvo prosvjete, znanosti, kulture i športa          | Jozo Marić       |
| Ministarstvo obnove i razvitka                              | Zulfo Robović    |
| Ministarstvo za međurepubliku suradnju i međunarodne odnose | Mile Akmadžić    |
| Ministarstvo za međurepubliku suradnju i međunarodne odnose | Branislav Bilić  |
| izvori:                                                     |                  |